# Kościół św. Michała Archanioła w Kiełpinie
Kościół św. Michała Archanioła w Kiełpinie – rzymskokatolicki kościół parafialny. Mieści się przy ul. ks. Arasmusa we wsi Kiełpino. W gminie i powiecie kartuskim w województwie pomorskim. Należy do dekanatu Kartuzy w diecezji pelplińskiej, która wchodzi w skład metropolii  gdańskiej.
Pierwsza miejscowa budowla sakralna została wybudowana przez mnichów pod koniec XIV wieku i służyła samodzielnej parafii. Dokumenty diecezjalne wskazują, że w 1583 kościół był drewniany, ale zachowany w dobrym stanie. Ta sytuacja musiała się z biegiem lat zmienić, gdyż w 1646 został on rozebrany, a na jego miejscu w 1647 stanął nowy – murowany. Po gruntownej renowacji, dokonano jego konsekracji – 20 września 1772. Od XVI do XIX wieku świątynia pełniła funkcję kościoła filialnego goręczyńskiej parafii. Następnie, po kasacji zakonu Kartuzów i rozparcelowaniu jego dóbr, w Kiełpinie ustanowiono autonomiczną parafię. W latach 1926–1929 do kościoła dobudowano transept i prezbiterium. Od tego momentu budynek właściwie nie zmienił swego wyglądu zewnętrznego – zbudowany z cegły na planie krzyża z prostopadłościenną wieżą od zachodu przykrytą kopertowym hełmem zwieńczonym małą cebulową kopułą z krzyżem niezmiennie góruje nad Kiełpinem. Upływający czas pozostawił jednak po sobie widoczne znaki we wnętrzu świątyni, co spowodowało rozpoczęcie generalnej renowacji. Wyremontowano organy, wymieniono drewniany strop, posadzki, konfesjonały, ławki oraz oświetlenie i drzwi. Uporządkowano prezbiterium, zbudowano kamienny ołtarz i ambonę. Starannej modernizacji poddano znajdujące się w kościele ołtarze, rzeźby i obrazy. W ostatnim czasie odnowiono grotę maryjną, kaplicę przedpogrzebową i cmentarne alejki.
Jednym z najważniejszych wydarzeń w życiu kościoła parafialnego, była nominacja 12 lutego 2019 ks. prał. Arkadiusza Okroja – proboszcz w latach (2010–2019) – na biskupa pomocniczego diecezji pelplińskiej.